# 1868

## أحداث
- تأسيس مدينة خيسوس ماريا، قرطبة وتقع حاليا في الأرجنتين.
- تأسيس مدينة إيسبيرغ وتقع حاليا في الدنمارك.
- تأسيس مدينة سينايوكي وتقع حاليا في فنلندا.
- تأسيس مدينة باتوس دي ميناس وتقع حاليا في البرازيل.
- تأسيس مدينة سوماري وتقع حاليا في البرازيل.
- تأسيس مدينة تالديكورغان وتقع حاليا في كازاخستان.
- نهاية حرب الغيمة الحمراء في 1868 والتي بدأت في 1866.
- بداية حرب الأعوام العشرة في 10 أكتوبر 1868 والتي انتهت في 1878.

## مواليد
- عبود الطريحي
- إدموند روستان
- إميل شاسينات
- إيمانويل لاسكر
- تيودور ريتشاردس
- جاستون ليروكس
- روبرت فالكون سكوت
- روبرت ميليكان
- روبرت وليامز وود
- سيزار بن عطار
- شكري العسلي
- عبد المجيد الثاني
- غاستون ليرو
- فؤاد الأول
- فريتز هابر
- فهد بن جافور
- فيدور جيفوتشو
- فيليكس هاوسدورف
- قسطنطين الأول ملك اليونان
- كارل ألبريشت برنولي
- كارل لاندشتاينر
- كانتارو سوزوكي
- كيسوكه أوكادا
- لي ستاك
- ماري باركر فوليت
- ماكس بوم
- محمد فريد
- مكسيم غوركي
- ناثان لويس ميلر
- هنري جوستين الن
- أحمد بن مشرف
- جرجس يوسف شلحت

### أكتوبر
- 16 أكتوبر -  أحمد شوقي، شاعر مصري.

## وفيات
- أحمد بن سفيان الوهبي
- أدالبرت شتيفتر
- إدوارد كولز
- جواكينو روسيني
- جون جونز ماكراي
- جيمس بيوكانان
- ستيفن رويس
- كيت كارسون
- لينوس ييل
- محمد أمين أفندي الزند
- وليم مورتون
- 10 يوليو-وفاة وليام مورتون